# الرداد (القفر)

تعديل مصدري - تعديل

الرداد محلة تابعة لقرية الجعشيشة، التابعة لعزلة بني مرغم بمديرية القفر إحدى مديريات محافظة إب في الجمهورية اليمنية، بلغ تعداد سكانها 55 حسب تعداد اليمن لعام 2004.